# Bonte ribbelboktor
De bonte ribbelboktor (Rhagium bifasciatum), ook wel gevlekte boktor, gevlekte dennenboktor of gevlekte dennenbok genoemd, is een keversoort uit de familie van de boktorren (Cerambycidae). De wetenschappelijke naam van de soort werd gepubliceerd in 1775 door Fabricius.

## Uiterlijke kenmerken

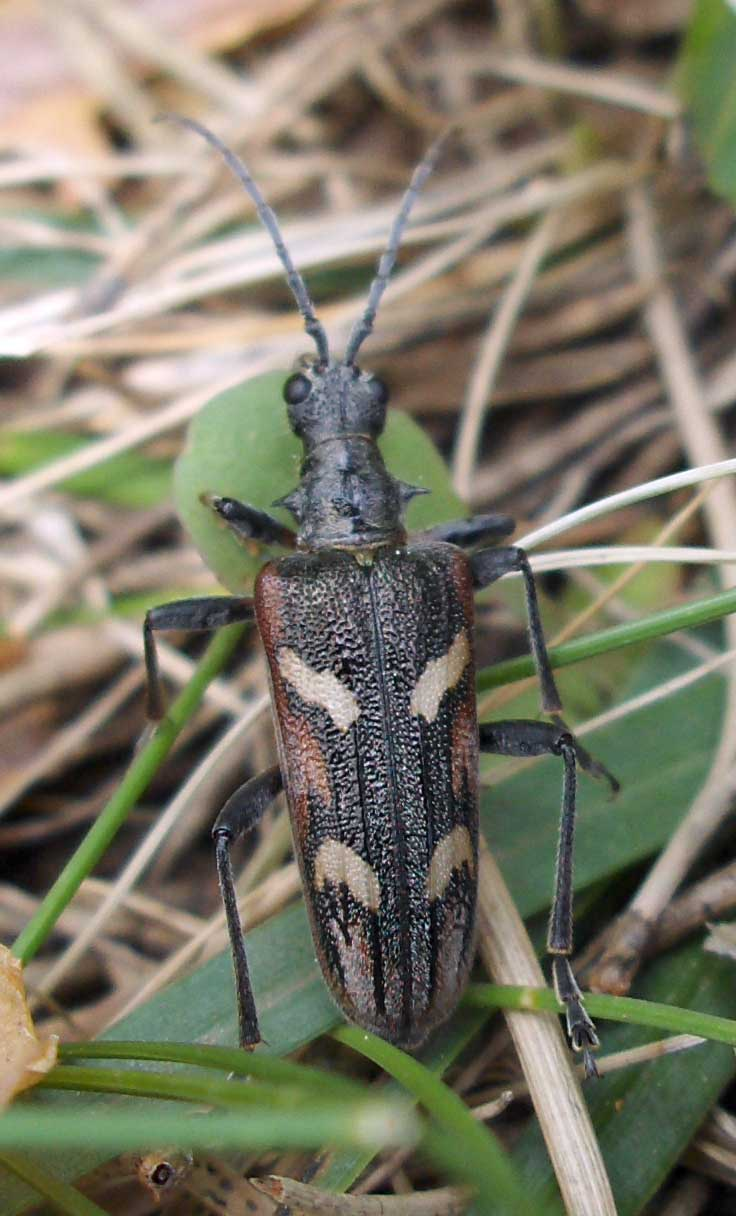
Karakteristieke tekening op de dekschilden

Een volwassen bonte ribbelboktor heeft een lengte tussen de 12 en 23 millimeter. Op het borststuk bevinden zich aan weerszijden twee doornachtige uitsteeksels. Het lichaam is overwegend zwart, met uitzondering van de dekschilden. Deze hebben een bruin en zwart patroon met twee paar langwerpige gele vlekken. Sommige exemplaren hebben een afwijkende tekening; er zijn ten minste zeventien verschillende patronen beschreven.

## Leefwijze

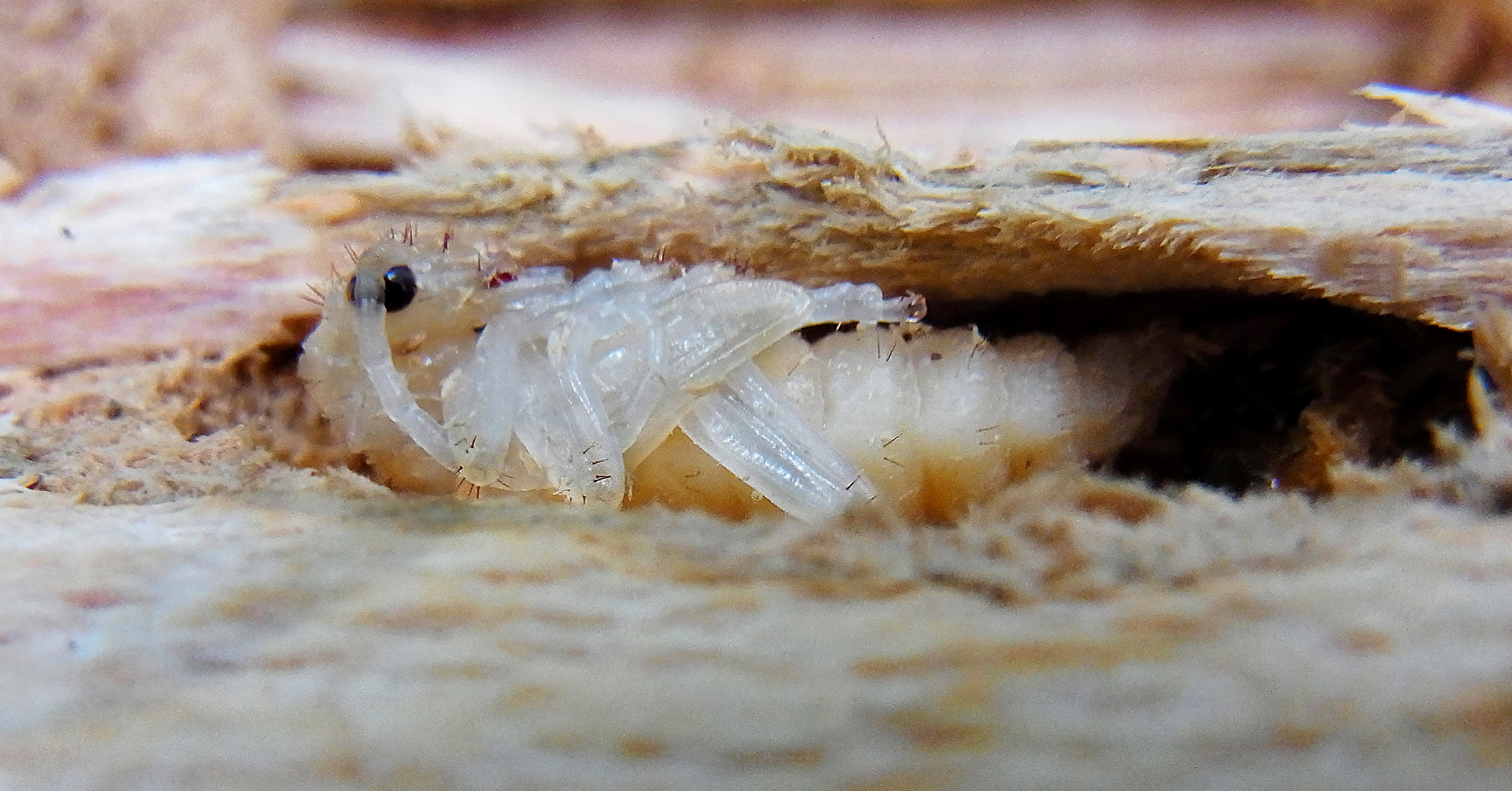
Verpopping

De bonte ribbelboktor legt zijn eieren in diepe en lange tunnels die hij boort in naaldhout en rottend loofhout. De larve voedt zich met het rottend hout van de boom en verpopt zich na twee jaar in de herfst.
De volwassen kever voedt zich met coniferen en loofhout. Waarnemingen van de volwassen kevers vinden vooral plaats in de periode van midden april tot eind juni. De totale leeftijd van de bonte ribbelboktor bedraagt meestal twee en soms drie jaar.

## Verspreiding en habitat
De bonte ribbelboktor is een van de meest voorkomende boktorren in naald- en loofbossen in Turkije, de Kaukasus en het grootste deel van Europa, met uitzondering van het uiterste noordoosten en de kusteilanden.

### België en Nederland
In België komt de bonte ribbelboktor vooral voor in Wallonië, maar is ook in Vlaanderen aangetroffen. In Nederland is de bonte ribbelboktor een talrijke soort op de Veluwe en de Utrechtse Heuvelrug. Ook in Noord-Brabant, Noord-Limburg en het Rijk van Nijmegen is de soort wijd verspreid. In andere delen van Nederland is de soort zeldzamer.